# Dommartin-lès-Remiremont
Dommartin-lès-Remiremont é uma comuna francesa na região administrativa do Grande Leste, no departamento de Vosges. Estende-se por uma área de 21.08 km². Em 2010 a comuna tinha 1 946 habitantes (densidade: 92,3 hab./km²).